# Vuelvo (canción de Inti-Illimani)
«Vuelvo» es una canción de la agrupación chilena Inti-Illimani con letra de Patricio Manns y música de Horacio Salinas, compuesta en 1978 y publicada por primera vez en 1979, en el disco Canción para matar una culebra. Es la primera canción que interpretó Inti-Illimani en Chile después de su exilio en 1988.

## Contexto histórico
En septiembre de 1973, cuando ocurrió el Golpe de Estado en Chile, Inti-Illimani se encontraba de gira en Europa. Tras la caída del gobierno de Salvador Allende y el comienzo de la dictadura de Augusto Pinochet, el grupo musical tuvo un impedimento oficial para regresar a su país, y decidieron exiliarse en Italia, emprendiendo además de su carrera, un activismo político por la recuperación de la democracia en su país.

«Vuelvo» fue compuesta por Horacio Salinas, director musical de Inti-Illimani mientras se encontraba en el exilio, en Roma, durante la dictadura chilena. La letra fue propuesta por Patricio Manns, en 1978, en una época en la que para ellos parecía imposible regresar a Chile. Se trata de la primera colaboración de Manns y Salinas, en un momento en que invitaron al primero a participar junto a Inti-Illimani. La canción fue compuesta en media hora. Al principio la estaban improvisando con un poema de Aquiles Nazoa, pero Patricio Manns propuso otra letra. Horacio Salinas comenta:
Nosotros estábamos ensayando; vivíamos en varios departamentos, uno arriba del otro, eran tres pisos, y yo tenía esta melodía, esta canción con un texto de Aquiles Nazoa y haciendo un alarde de destreza, el Manns dice: “Ya, yo vuelvo en media hora”.
La canción fue lanzada por primera vez en el disco Canción para matar una culebra de 1979.

Cuando Inti-Illimani regresó a Chile, la primera pieza que interpretaron fue «Vuelvo», en el parque La Bandera, en 1988. En ese momento, se unieron a la campaña del no en el Plebiscito nacional de Chile de 1988. Horacio Durán señala que «Vuelvo» es la canción que más refleja los sentimientos de regresar a Chile después del exilio: 
Fue un día 18 de septiembre de 1988 que pudimos volver a Chile. Fue tremendamente potente lo que yo sentí en el pecho (…) todo lo que yo veía era un 18 de septiembre, era todo nuestro, el mejor regalo que podíamos recibir.

## Letra
La letra de la canción plantea el regreso del exilio, pero de una manera metafórica y señalando las contradicciones que involucraban el retorno deseado.
Al final de la primera estrofa se menciona "pongo el pie en mi país", acompañado con un acorde en re mayor.

## Música
La pieza comienza con acordes de guitarra en la menor y mi menor con un énfasis serio, con una tonada arraigada en la tradición musical chilena. La métrica está en 6
8. La pieza usa un contraste tonal en toda la canción.

## Versiones
En 2009, en el disco A la salud de la música chilena. Inti-Illimani Histórico, Francisca Valenzuela interpretó una versión de Vuelvo. En ese mismo disco hay una versión de una canción titulada «Jardines bajo la lluvia», poema musicalizado que utiliza la misma melodía que «Vuelvo», interpretado por Inti-Illimani Histórico.